# Augusto Pérez Garmendia
Augusto Pérez Garmendia (Tafalla, Navarra, 1899 - Pamplona, 1936), fue un militar español que destacó al comienzo de la Guerra civil española.

## Biografía
Nacido en 1899, fue militar profesional.
Era comandante de Estado Mayor en San Sebastián al tiempo que se produjo el golpe de Estado de 1936 que dio lugar a la Guerra civil, aunque su destino oficial era Oviedo, donde estaba destinado como ayudante militar del general Antonio Aranda. Tras solicitar reintegrarse a su puesto en Asturias al conocer el golpe, el gobernador civil de Guipúzcoa le pidió que permaneciera allí, al carecer de militares profesionales suficientes que fueran leales a la República.
Ante la falta de municiones y armas en San Sebastián, el 21 de julio organizó una expedición con 60 vehículos en dirección a Vitoria, donde el teniente coronel Camilo Alonso Vega se había sublevado, para reducirlo y abastecerse, mientras hacía lo propio otra columna dirigida por el coronel Joaquín Vidal Munárriz desde Vizcaya. De camino esperaba poder contar con unidades de artillería e ingenieros que debían unirse a la expedición pero que, al contrario, se sublevaron en los cuarteles de Loyola al mando del teniente coronel José Vallespín Cobián. Después de recoger a una columna de infantería en Mondragón, y con las noticias de la sublevación de Loyola y los problemas de San Sebastián donde las fuerzas de Vallespín se habían hecho fuertes, se dirigió a Éibar para rearmarse, recoger más voluntarios y regresar a San Sebastián, mientras que fuerzas leales al gobierno republicano organizaban una nueva expedición a Vitoria desde Bilbao.
Entró en San Sebastián el 22 de julio, restableciendo el orden el día 23 tras controlar los edificios ocupados por los sublevados. Terminada la operación, la columna se dirigió al frente en Oyarzun, con la misión de continuar hasta Vitoria y retomar el control de la capital alavesa. Sin embargo, el 28 de julio Pérez Garmendia resultó herido grave y fue capturado por las fuerzas enemigas. Fue trasladado a Pamplona, donde murió días más tarde como consecuencia de las heridas de guerra, las cuales habían gangrenado.